# Американский совет преподавателей русского языка и литературы
Американский совет преподавателей русского языка и литературы (АСПРЯЛ) (англ. American council of teachers of Russian (ACTR)). Создан в 1974 году как профессиональная организация университетских преподавателей и школьных учителей русского языка. Цель Совета — способствовать развитию научной работы и преподавания русского языка, совершенствовать обеспечение учебными материалами и укреплять контакты между специалистами.
Финансовая поддержка программ АСПРЯЛ осуществляется Информационным агентством США (USIA).